# Chełmek (gemeente)
De gemeente Chełmek is een stad- en landgemeente in het Poolse woiwodschap Klein-Polen, in powiat Oświęcimski.
De zetel van de gemeente is in Chełmek. Er zijn 2 sołectwo: Bobrek en Gorzów.
Op 30 juni 2004 telde de gemeente 12 877 inwoners.

## Oppervlakte gegevens
In 2002 bedroeg de totale oppervlakte van gemeente Chełmek 27,24 km², waarvan:
- agrarisch gebied: 41%
- bossen: 38%

De gemeente beslaat 6,71% van de totale oppervlakte van de powiat.

## Demografie
Stand op 30 juni 2004:
| Omschrijving                   | Totaal | Totaal | Vrouwen | Vrouwen | Mannen | Mannen |
| ------------------------------ | ------ | ------ | ------- | ------- | ------ | ------ |
| eenheid                        | aantal | %      | aantal  | %       | aantal | %      |
| inwoners                       | 12 877 | 100    | 6494    | 50,4    | 6383   | 49,6   |
| bevolkingsdichtheid (inw./km²) | 472,7  | 472,7  | 238,4   | 238,4   | 234,3  | 234,3  |

In 2002 bedroeg het gemiddelde inkomen per inwoner 1293,67 zł.

## Aangrenzende gemeenten
Bieruń, Chełm Śląski, Imielin, Jaworzno, Libiąż, Oświęcim